# 二側錐六角柱
二側錐六角柱可以指：

鄰二側錐六角柱
間二側錐六角柱
對二側錐六角柱

- 鄰二側錐六角柱
- 間二側錐六角柱
- 對二側錐六角柱

|  | 这是一个同类索引条目，列出擁有相同或近似名稱的同類型項目。 若您循內部連結來到此頁面，請考慮修正該，將其指向正確的條目。 |